# Mistrzostwa Świata w Szermierce 1979
Mistrzostwa Świata w Szermierce 1979 – 44. edycja mistrzostw odbyła się w australijskim mieście Melbourne.

## Klasyfikacja medalowa
| Lp. | Państwo    | złoto | srebro | brąz | Razem |
| --- | ---------- | ----- | ------ | ---- | ----- |
| 1   | ZSRR       | 6     | 2      | 1    | 9     |
| 2   | RFN        | 1     | 1      | 2    | 4     |
| 3   | Francja    | 1     | 1      | 1    | 3     |
| 4   | Włochy     | –     | 2      | 1    | 3     |
| –   | Węgry      | –     | 2      | 1    | 3     |
| 6   | Polska     | –     | –      | 2    | 2     |
| 7   | Szwajcaria | –     | –      | 1    | 1     |

## Medaliści

### Mężczyźni
| Złoto                                                                                                  | Srebro                                                                                                   | Brąz                                                                                                |
| Floret                                                                                                 | | |
| Aleksandr Romankow                                                                                     | Pascal Jolyot                                                                                            | Fabio Dal Zotto                                                                                     |
| ZSRR · Aleksandr Romankow · Władimir Smirnow · Sabirżan Ruzijew · Władimir Łapicki · Siergiej Kosienko | Włochy · Andrea Borella · Fabio Dal Zotto · Federico Cervi · Mauro Numa · Carlo Montano                  | RFN · Matthias Behr · Harald Hein · Thomas Bach · Klaus Reichert · Mathias Gey                      |
| Szpada                                                                                                 | | |
| Philippe Riboud                                                                                        | Ernő Kolczonay                                                                                           | Leszek Swornowski                                                                                   |
| ZSRR · Aszot Karagjan · Boris Łukomski · Leonid Dunajew · Aleksandr Abuszachmietow · Aleksandr Możajew | RFN · Alexander Pusch · Manfred Beckmann · Elmar Borrmann · Christian Adrians · Hanns Jana               | Szwajcaria · Patrice Gaille · Daniel Giger · Christian Kauter · Michel Poffet · François Suchanecki |
| Szabla                                                                                                 | | |
| Władimir Nazłymow                                                                                      | Wiktor Krowopuskow                                                                                       | Michaił Burcew                                                                                      |
| ZSRR · Władimir Nazłymow · Michaił Burcew · Wiktor Krowopuskow · Wiktor Sidiak · Nikołaj Alochin       | Włochy · Michele Maffei · Mario Aldo Montano · Gianfranco Dalla Barba · Marco Romano · Ferdinando Meglio | Polska · Jacek Bierkowski · Dariusz Wódke · Andrzej Kostrzewa · Janusz Kondrat · Tadeusz Piguła     |

### Kobiety
| Złoto                                                                                                   | Srebro                                                                                           | Brąz                                                                                |
| Floret                                                                                                  |                                                                                                  |                                                                                     |
| Cornelia Hanisch                                                                                        | Walentina Sidorowa                                                                               | Ildikó Schwarczenberger                                                             |
| ZSRR · Jelena Nowikowa-Biełowa · Walentina Sidorowa · Irina Uszakowa · Naila Gilazowa · Hanna Dmytrenko | Węgry · Ildikó Schwarczenberger · Edit Kovács · Zsuzsanna Szőcs · Gertrúd Stefanek · Magda Maros | RFN · Cornelia Hanisch · Ingrid Losert · Sabine Bischoff · Ute Wessel · Jutta Höhne |